# Fayette (Ohio)
Fayette es una villa ubicada en el condado de Fulton en el estado estadounidense de Ohio. En el Censo de 2010 tenía una población de 1283 habitantes y una densidad poblacional de 503,42 personas por km².

## Geografía
Fayette se encuentra ubicada en las coordenadas 41°40′22″N 84°19′42″O / 41.67278, -84.32833. Según la Oficina del Censo de los Estados Unidos, Fayette tiene una superficie total de 2.55 km², de la cual 2.55 km² corresponden a tierra firme y (0%) 0 km² es agua.

## Demografía
Según el censo de 2010, había 1283 personas residiendo en Fayette. La densidad de población era de 503,42 hab./km². De los 1283 habitantes, Fayette estaba compuesto por el 94% blancos, el 1.01% eran afroamericanos, el 0.39% eran amerindios, el 0.08% eran asiáticos, el 0% eran isleños del Pacífico, el 2.34% eran de otras razas y el 2.18% pertenecían a dos o más razas. Del total de la población el 14.34% eran hispanos o latinos de cualquier raza.